# معاملة بالمثل (علاقات دولية)
في العلاقات الدولية والمعاهدات، تحدد المعاملة بالمثل الفوائد أو الامتيازات أو العقوبات التي يتم منحها من خلال دولة للمواطنين أو الكيانات القانونية في دولة أخرى، ويتم الحصول على ميزات مثلها في المقابل.
على سبيل المثال، تم استخدام المعاملة بالمثل لتقليل تعريفة جمركية ومنح حقوق التأليف والنشر للكتاب الأجانب والاعتراف المتبادل وفرض الأحكام، وتخفيف القيود المفروضة على السفر ومتطلبات التأشيرات.
كما يسيطر مبدأ التعامل بالمثل كذلك على الاتفاقات المرتبطة بتسليم المطلوبين قانونيا للعدالة.

## التعامل بالمثل المحدد والمنتشر
وضعت العديد من النظريات فارقًا تمييزيًا بين الأشكال «المحددة» من التعامل بالمثل و«التعامل بالمثل المنتشر» (Keohane 1986). في حين أن مفاوضات التجارة الدولية تمثل التعامل بالمثل المحدد، كما هو موضح أعلاه، فإن التعامل بالمثل المنتشر يشير إلى تأسيس الثقة. ومن خلال التعاون الدائم في «المجتمع الدولي»، ينظر إلى الدول على أنها تقوم ببناء معايير مقبولة بصفة عامة للسلوكيات. وتلقي هذه المعايير العامة بضغوطها المعيارية على الإجراءات التي تتخذها الدولة، من خلال المساهمة في تطوير الالتزامات بعيدة المدى بين الدول التي تجتهد لتحقيق التعاون. وبالتالي، في نظام التعامل بالمثل المنتشر، لا تحتاج الدول إلى البحث عن الامتيازات الفورية التي يضمنها التعامل بالمثل المحدد، إلا أنها يمكن أن تتعامل بثقة حيث إن إجراءاتها التعاونية ستؤتي ثمارها على المدى البعيد.